# Narwee
Narwee – geograficzna nazwa dzielnicy (przedmieścia), położona na terenie samorządów lokalnych City of Canterbury i City of Hurstville, wchodzących w skład aglomeracji Sydney, w stanie Nowa Południowa Walia, w Australii.

## Galeria

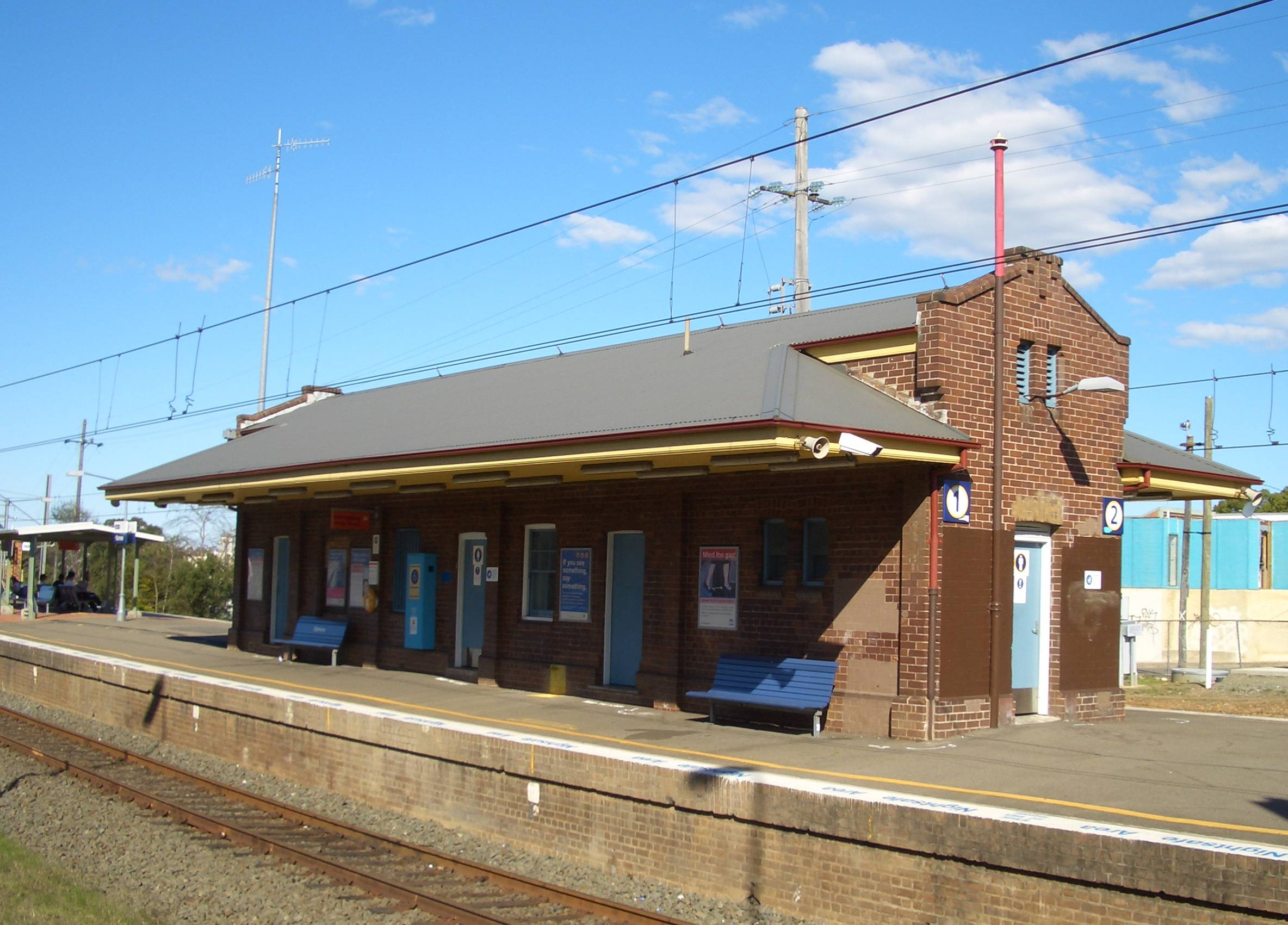
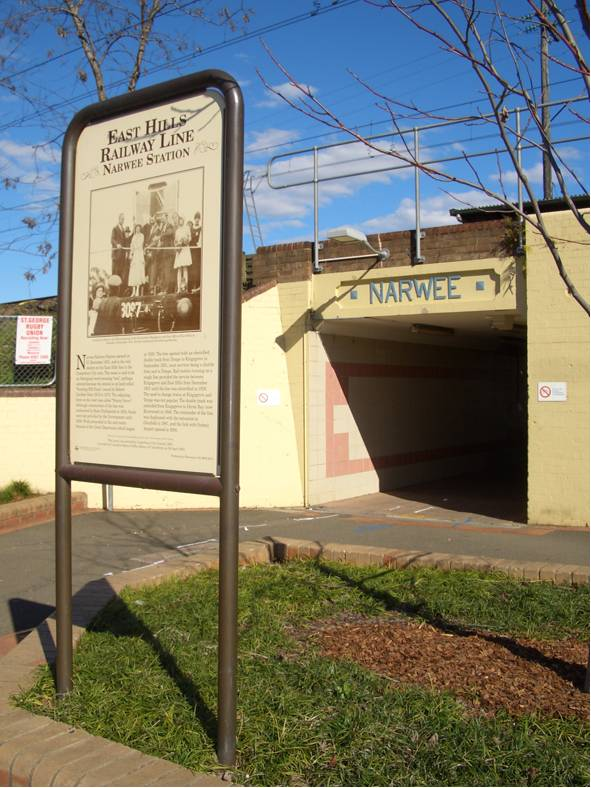